# Jérémy Desplanches
Jérémy Desplanches (né le 7 août 1994 à Genève) est un nageur suisse, champion suisse de 200 m et 400 m 4 nages en 2015 et champion d'Europe 200 m 4 nages lors des Championnats d'Europe de natation en 2018.

## Biographie
Jérémy Desplanches naît le 7 août 1994 à Genève. Il a une sœur aînée, Anaïs Desplanches, également spécialiste du 400 m nage libre. Leurs parents, Gilles Desplanches, député libéral au Grand Conseil du canton de Genève de 1997 à 2005, et Patricia Desplanches, tiennent la boulangerie-pâtisserie Maison Desplanches, située au centre de Genève.
Il est titulaire d'un baccalauréat universitaire de management.
Depuis 2015, il est en couple avec la nageuse française Charlotte Bonnet,. Ils se marient en 2023.

## Parcours sportif
Il commence la natation à l'âge de 8 ans et fait partie de Genève Natation 1885. 
Il obtient en 2010 son premier titre de champion suisse junior en 400 m 4 nages.
Il rejoint le club Olympic Nice Natation en 2014 où il est entraîné par Fabrice Pellerin. Il participe dans l'équipe suisse aux Jeux olympiques de Rio en 2016.
Il est finaliste et termine 8e aux Championnats du monde 2017 à Budapest, en Hongrie, dans la catégorie 200 m 4 nages. Il devient champion d'Europe 200 m 4 nages en 1 min 57 s 04 lors des Championnats d'Europe 2018 à Glasgow, au Royaume-Uni,.
Le 24 juillet 2019, il abaisse son propre record de Suisse de 13 centièmes sur le 200 m 4 nages en 1 min 56 s 73 lors des Championnats du monde 2019 à Gwangju, en Corée du Sud. Le lendemain, il remporte la médaille d’argent derrière le Japonais Daiya Seto en abaissant à nouveau son record de Suisse pour l’établir à 1 min 56 s 56.
Le 30 juillet 2021, il termine troisième de la finale des Jeux olympiques à Tokyo sur le 200 m 4 nages en 1 min 56 s 17. Il est le deuxième Suisse à obtenir une médaille olympique de natation après Étienne Dagon en 1984 sur 200 m dos.
En décembre 2023, il se confie à L'Illustré indiquant avoir traversé un burn-out après les Jeux de Tokyo.

## Palmarès

### Jeux olympiques
- Jeux olympiques de 2020 à Tokyo :
  -  Médaille de bronze du 200 m quatre nages.

### Championnats du monde

#### En grand bassin
| Médaille | Compétition                | Épreuve       | Temps         | Lieu                   | Date            |
| Argent   | Championnats du monde 2019 | 200 m 4 nages | 1 min 56 s 56 | Gwangju (Corée du Sud) | 25 juillet 2019 |

### Championnats d'Europe

#### En grand bassin
| Médaille | Compétition                | Épreuve       | Temps         | Lieu                  | Date        |
| Or       | Championnats d'Europe 2018 | 200 m 4 nages | 1 min 57 s 04 | Glasgow (Royaume-Uni) | 6 août 2018 |

### Jeux mondiaux militaires
- Médaille de bronze sur 200 m quatre nages en 2019 à Wuhan (Chine)